# Liste der Monuments historiques in Mourvilles-Hautes
Die Liste der Monuments historiques in Mourvilles-Hautes führt die Monuments historiques in der französischen Gemeinde Mourvilles-Hautes auf.

## Liste der Bauwerke
| Bezeichnung          | Beschreibung                  | Standort | Kennzeichnung | Schutzstatus   | Datum     | Bild           |
| -------------------- | ----------------------------- | -------- | ------------- | -------------- | --------- | -------------- |
| Kirche Ste-Madeleine | Erbaut im 16. Jahrhundert     | (Lage)   | PA00094402    | Inscrit        | 1970      | weitere Bilder |
| Windmühle            | Erbaut im 16./17. Jahrhundert | (Lage)   | PA00094403    | Inscrit Classé | 1988 1991 |                |